# Jack Bannon (Schauspieler, 1991)
Jack Bannon (* 24. März 1991 in Norwich, England) ist ein britischer Schauspieler.

## Leben
Nach ersten Fernsehrollen war Bannon 2014 in der Rolle des Christopher Morcom in The Imitation Game – Ein streng geheimes Leben an der Seite von Benedict Cumberbatch zu sehen. Es folgten Rollen in den Filmen Herz aus Stahl und Kids in Love.
2018 war Bannon in der international koproduzierten Fernsehserie Die Medici – Herrscher von Florenz als Angelo Poliziano zu sehen.
In der Fernsehserie Pennyworth verkörpert Bannon Batmans späteren Freund und Butler Alfred Pennyworth als Mittzwanziger.

## Filmografie (Auswahl)
- 2004: Shadow Play (Fernsehserie, vier Folgen)
- 2005: The Giblet Boys (Fernsehserie, sechs Folgen)
- 2013–2023: Der junge Inspektor Morse (Endeavour, Fernsehserie, 12 Folgen)
- 2014: The Imitation Game – Ein streng geheimes Leben (The Imitation Game)
- 2014: Herz aus Stahl (Fury)
- 2016: Kids in Love
- 2016: Ripper Street (Fernsehserie, eine Folge)
- 2017: Clique (Fernsehserie, vier Folgen)
- 2017: Loch Ness (Miniserie, sechs Folgen)
- 2018: Die Medici – Herrscher von Florenz (Medici: Masters of Florence, Fernsehserie, acht Folgen)
- 2019–2022: Pennyworth (Fernsehserie, 30 Folgen)